# 夜より暗き闇
『夜より暗き闇』（よるよりくらきやみ、原題：Darkness More Than Night）は、米国のミステリー作家マイクル・コナリーによる10番目の長編小説であり、ロサンゼルスの刑事ハリー・ボッシュを主人公とする7番目の小説であり、元FBIプロファイラーのテリー・マッケイレブを主人公とする2番目の小説でもある。
女優殺害事件で映画監督が起訴された裁判にボッシュが検察側証人として出廷する一方で、別の殺人事件の手がかりがボッシュを示唆していることに戸惑いながらも捜査に協力するマッケイレブ、という二人の主人公の行動が並行して描かれる。

## ストーリー
『わが心臓の痛み』事件の後、テリー・マッケイレブとグラシエラは結婚し、シエロという名前の娘が生まれる。そのマッケイレブのもとに保安官事務所刑事のジェイ・ウィンストンが訪ねてきて、捜査が行き詰まっている殺人事件の資料を置いて帰る。資料によると、それは元旦の朝にエドワード・ガンという男が自宅で殺害された事件であり、この男は6年前に売春婦を正当防衛で死なせていた。当時の担当刑事はハリー・ボッシュであった。ボッシュは彼が正当防衛ではなく故意に殺したのだと確信し、その後も彼が軽犯罪で捕まるたびに会いに行って自供を取ろうとしていた。
そのころボッシュは、別の事件の刑事裁判に出廷していた。女優が自室で殺害されていた事件で、彼女と交友のあった映画監督デイヴィッド・ストーリーが被告であった。マッケイレブはその法廷を訪ね、休憩時間にボッシュからガンの事件について話を聞く。ボッシュとマッケイレブは、以前『シエロ・アズール』事件の捜査で知り合っていた。
その後、ガンの殺害現場で見つかったフクロウの像やダクトテープに記されていたラテン語のフレーズが中世の画家ヒエロニムス・ボッシュを指していることに気づいたマッケイレブはショックを受ける（ヒエロニムスはハリー・ボッシュの本名である）。彼が罠にはめられている可能性もありつつ、彼自身が犯人であるという可能性を捨てきれない。ウィンストンも過去にボッシュと共同捜査をしたことがあり、ボッシュがガンを殺害したとは信じられないと言うが、ボッシュは売春婦である母親を殺害された過去を持っていたことを知り、法の手を逃れたガンを殺す十分な動機があると考えるに至る。
マッケイレブとウィンストンはそれぞれにボッシュの身辺を探りにかかるが、二人の動きに気づいたボッシュは自分が何らかの疑いをかけられていることを感じ取り、マッケイレブの船に忍び込んで捜査資料を見つけ、彼を問い詰めて自身への容疑を知る。
一方、ストーリーの裁判では彼が事件の聴取に来たボッシュに対して犯行を認めたかのような発言をしたことをボッシュが証言したり、彼からかつてベッドで首を絞められたことのある別の女優が証言するなどしたものの、巧みな弁護で有罪獲得が危うくなる。
マッケイレブの方では、ガンが殺された前日にも酔って留置場に入れられており、そこをボッシュが訪ねて会っており、そのあと保釈されたという経緯を調べ、保釈に関わったのがルディ・タフェロという保釈代理人であり、彼がストーリーの元でも私立探偵として働いていたことを突き止める。タフェロは元ハリウッド署の刑事であり、ボッシュと同じ時期にパウンズ警部補の下で働いていたこともあった。
そんなある日、マッケイレブが捜査資料を置いている自船に行ったところ、タフェロに襲われ、縛り上げられてガンと同じように殺されそうになるが、そこにボッシュが乗り込んできてタフェロを倒し、マッケイレブを救い出す。しかしそこにさらにタフェロの弟が乗り込んできてボッシュを撃ちそうになり、今度はマッケイレブが隙を突いて彼を撃ち倒す。
タフェロはストーリーに雇われてガンを殺したことを自供し、ストーリーは観念して女優殺しを認めて司法取引に応じ、裁判は終結する。
しかし、マッケイレブはタフェロとボッシュの発言の些細な点に気づき、ボッシュはガン殺害の動きを気づいていて見逃したのではないか、いやむしろ密かに後押しする行動を取ったのではないかとボッシュに追求するが、ボッシュは全否定はせず、二人は袂を分かつ。

## 登場人物
- ハリー・ボッシュ：ロサンゼルス市警ハリウッド署刑事
- テリー・マッケイレブ：元FBI心理分析官
- ジェイ・ウィンストン：保安官補
- ジャニス・ラングワイザー：検事補
- エドワード・ガン：殺人事件の被害者、6年前の売春婦死亡事件の被告
- デイヴィッド・ストーリー：映画監督、女優殺害事件の被告
- グラシエラ：マッケレイブの妻
- バディ・ロックリッジ：マッケレイブの友人、チャーター船の共同経営者
- ルディ・タフェロ：元ハリウッド署刑事、保釈代理人、私立探偵
- アナベル・クロー：女優
- J・リーズン・フォウクス：ストーリーの弁護人
- ジョディ・クレメンツ：殺人事件の被害者、女優
- ジャック・マカヴォイ：フリーランスの記者

## 受賞歴
- 2002年 バリー賞長編賞ノミネート